# فليكس فرنانديز
فليكس فرنانديز (بالإسبانية: Félix Fernández)‏ هو ممثل إسباني، ولد في 21 سبتمبر 1897 في إسبانيا، وتوفي في 4 يوليو 1966 بمدريد في إسبانيا.

## وصلات خارجية
- فليكس فرنانديز على موقع IMDb (الإنجليزية)
- فليكس فرنانديز على موقع قاعدة بيانات الفيلم (الإنجليزية)